# 허버트 후버 대통령 취임식
허버트 후버의 취임식은 제31대 미국 대통령으로 허버트 후버가 취임한 행사로, 1929년 3월 4일 월요일 워싱턴 D.C.에 있는 미국 국회의사당 동쪽 주랑 현관에서 열렸다. 이는 36번째 미국 대통령 취임식이었고, 허버트 후버의 대통령 임기 및 찰스 커티스의 부통령 임기의 시작을 알렸다. 대법원장이자 전 대통령인 윌리엄 하워드 태프트가 후버에게 대통령 취임 선서를 집행했다. 이 취임식은 음성 뉴스 영화로 녹음된 최초의 대통령 취임식이었다. 정확히 4년 전 태프트가 감독했던 캘빈 쿨리지의 두 번째 취임식에 이어, 전 대통령이 새 대통령에게 취임 선서를 집행한 두 번째 (그리고 가장 최근의) 사례였다.
미국의 헌법은 대통령에게 선서를 하거나 맹세를 할 선택권을 준다. 후버는 퀘이커였기 때문에 종종 "맹세한다"고 말한 것으로 알려져 있지만 의식 때 촬영된 뉴스 영화는 그가 "엄숙히 맹세한다"고 말했다는 것을 보여준다. 프랭클린 피어스는 취임 선서를 할 때 "맹세한다" 대신 "확언한다"고 말한 유일한 대통령으로 알려져 있다.
선서를 집행하면서 태프트는 "보존하고, 보호하고, 방어한다(preserve, protect and defend)"는 구절을 "보존하고, 유지하고, 방어한다(preserve, maintain and defend)"로 잘못 낭독했다. 뉴욕 월든에 사는 13세의 8학년 학생 헬렌 터윌리거가 이 오류를 알아차리고 대법원장에게 편지를 써서 알렸다. 태프트는 자신이 오류를 범했음을 인정하며, 이를 "노인의 기억력 결함" 때문이라고 돌렸지만, 자신이 다른 오류를 범했으며, "보존하고, 유지하고, 보호한다(preserve, maintain and protect)"로 말을 잘못 인용했다고 주장했다. 터윌리거는 자신의 주장에서 물러서지 않았다; 취임식 뉴스 영화를 제작했던 폭스 필름, 파테 뉴스, 파라마운트 뉴스는 자신들의 기록을 조사하여 터윌리거의 진술을 공동으로 확인했다.

## 같이 보기
- 허버트 후버 행정부
- 1928년 미국 대통령 선거